# Tir aux Jeux paralympiques d'été de 2024
Navigation
Tokyo 2020 Los Angeles 2028
Les épreuves de tir des Jeux paralympiques d'été de 2024 se déroulent du 30 août au 5 septembre 2024 au centre national de tir sportif de Châteauroux. Il s'agit de la 13e apparition du tir aux Jeux paralympiques.
Treize épreuves sont prévues avec quatre au pistolet et neuf en carabine. 7 épreuves sont ouvertes aux hommes et aux femmes.

## Organisation

### Lieu de la compétition
Les épreuves de tir ont lieu au Centre national de tir sportif situé à Déols, près de Châteauroux, dans le département de l'Indre. Le site se trouve à environ 260 km au sud de Paris.
C'est le même site qui a accueilli un mois auparavant les épreuves olympiques.

### Calendrier
| Pistolet à 10 m air comprimé | P1 | P1 | P2 | P2 |    |    |    |    |    |    |    |    |    |    |
| Pistolet à 25 m              |    |    |    |    |    |    | P3 | P3 |    |    |    |    |    |    |
| Pistolet à 50 m              |    |    |    |    |    |    |    |    |    |    | P4 | P4 |    |    |
| Carabine à 10 m air comprimé | R2 | R4 | R1 | R1 | R3 | R5 |    |    |    |    |    |    |    |    |
| Carabine à 50 m couché       |    |    |    |    |    |    |    |    |    |    | R9 | R9 | R6 | R6 |
| Carabine à 50 m 3 positions  |    |    |    |    |    |    |    |    | R7 | R8 |    |    |    |    |
| Total                        | 3  | 3  | 2  | 2  | 2  | 2  | 1  | 1  | 2  | 2  | 2  | 2  | 1  | 1  |

### Classification
Les tireurs paralympiques sont classés en fonction de leur degré de handicap Le système de classification permet aux tireurs de rivaliser avec les autres avec le même niveau de fonction.
La classification des handicaps en tir. est :
- SH1 : athlètes capables de porter le pistolet ou la carabine
- SH2 : athlètes requérant un support pour le pistolet ou la carabine.

Les épreuves au pistolet ne concernent que la catégorie SH1 ; les déficients visuels (SH-VI) n'ont pas d'épreuves paralympiques tout comme la discipline du trap.
L'épreuve de 25 mètres combine une manche en tir de précision et une manche en tir de vitesse.

## Participants

### Critères de qualification
Un comité paralympique ne peut inscrire qu'un maximum de 2 athlètes pour chaque épreuve individuelle et chaque délégation ne peut pas dépasser 12 athlètes (8 hommes et 8 femmes maximum). Pour qu'un athlète soit éligible, celui-ci devra avoir réalisé des minima dans au moins deux compétitions entre 2022 et 2023.
| Carabine | Carabine | Carabine | Carabine | Carabine | Carabine | Carabine | Carabine | Carabine | Pistolet | Pistolet | Pistolet | Pistolet |
| R1       | R2       | R3       | R4       | R5       | R6       | R7       | R8       | R9       | P1       | P2       | P3       | P4       |
| -------- | -------- | -------- | -------- | -------- | -------- | -------- | -------- | -------- | -------- | -------- | -------- | -------- |
| 600.0    | 595.0    | 625.0    | 620.0    | 628.0    | 610.0    | 1110     | 1050     | 610.0    | 547      | 510      | 540      | 510      |

La moitié des quotas sont attribués selon les résultats aux championnats de para tir sportif 2022 et 2023, respectivement pour 31 et 33 quotas. Les quotas ne sont pas individuel mais attribué au comité. 18 sont attribués via le classement de la coupe du monde 2022 et 20 pour celle de 2024.
Des quotas sont attribués via les championnats continentaux pour les zones Europe, Amériques et Asie alors que, à défaut de championnats, des allocations sont attribués aux zones Afrique et Océanie. Le reste des places sont de façon plus marginale des invitations bipartites ainsi que deux places réservés au pays hôte
| Qualification                       | Qualification        | Qualification        | Carabine | Carabine | Carabine | Carabine | Carabine | Carabine | Carabine | Carabine | Carabine | Carabine | Carabine | Carabine | Carabine | Carabine | Carabine | Carabine | Carabine | Carabine | Carabine | Pistolet | Pistolet | Pistolet | Pistolet | Pistolet | Pistolet | Pistolet | Pistolet | Quota  | Quota  | Quota | Quota |
| Qualification                       | Qualification        | Qualification        | R1       | R2       | R3       | R3       | R3       | R4       | R4       | R4       | R5       | R5       | R5       | R6       | R6       | R6       | R7       | R8       | R9       | R9       | R9       | P1       | P2       | P3       | P3       | P3       | P4       | P4       | P4       | Hommes | Femmes | Open  | Total |
| Qualification                       | Qualification        | Qualification        | H        | F        | H        | F        | O        | H        | F        | O        | H        | F        | O        | H        | F        | O        | H        | F        | H        | F        | O        | H        | F        | H        | F        | O        | H        | F        | O        | Hommes | Femmes | Open  | Total |
| ----------------------------------- | -------------------- | -------------------- | -------- | -------- | -------- | -------- | -------- | -------- | -------- | -------- | -------- | -------- | -------- | -------- | -------- | -------- | -------- | -------- | -------- | -------- | -------- | -------- | -------- | -------- | -------- | -------- | -------- | -------- | -------- | ------ | ------ | ----- | ----- |
| Coupe du Monde 2022                 | 4–13 juin 2022       | Châteauroux          | 2        | 2        | 0        | 0        | 1        | 0        | 0        | 1        | 0        | 1        | 1        | 0        | 1        | 1        | 1        | 1        | 0        | 1        | 1        | 1        | 1        | 0        | 0        | 1        | 0        | 0        | 1        | 4      | 7      | 7     | 18    |
| Championnats du Monde 2022          | 3–18 novembre 2022   | Al Ain               | 2        | 2        | 0        | 0        | 1        | 0        | 1        | 1        | 0        | 1        | 2        | 0        | 1        | 2        | 2        | 2        | 0        | 1        | 1        | 2        | 2        | 0        | 1        | 2        | 2        | 2        | 1        | 8      | 13     | 10    | 31    |
| Coupe du Monde 2023                 | 22mai-1 juin 2023    | Changwon             | 1        | 1        | 0        | 0        | 1        | 1        | 1        | 0        | 1        | 1        | 0        | 1        | 1        | 0        | 2        | 2        | 1        | 1        | 0        | 1        | 1        | 0        | 0        | 1        | 0        | 0        | 1        | 8      | 8      | 3     | 19    |
| Championnat d'Europe 2023           | 6–14 août 2023       | Rotterdam            | 1        | 1        | 0        | 0        | 0        | 1        | 1        | 0        | 0        | 0        | 0        | 0        | 0        | 0        | 0        | 0        | 0        | 0        | 0        | 1        | 1        | 0        | 0        | 0        | 0        | 0        | 0        | 3      | 3      | 0     | 6     |
| Championnats du Monde 2023          | 19–29 septembre 2023 | Pérou                | 2        | 2        | 0        | 1        | 1        | 0        | 1        | 2        | 0        | 1        | 2        | 0        | 1        | 2        | 2        | 2        | 0        | 0        | 2        | 2        | 2        | 1        | 2        | 2        | 1        | 1        | 1        | 8      | 13     | 12    | 33    |
| Jeux para-asiatiques de 2022 (en)   | 22–28 octobre 2023   | Hangzhou             | 1        | 1        | 0        | 0        | 1        | 0        | 0        | 0        | 0        | 0        | 1        | 0        | 0        | 1        | 0        | 0        | 0        | 0        | 0        | 1        | 1        | 0        | 0        | 0        | 0        | 0        | 1        | 2      | 2      | 4     | 8     |
| Jeux parapanaméricains de 2023 (en) | 15–19 novembre 2023  | Santiago             | 0        | 0        | 0        | 0        | 1        | 0        | 0        | 1        | 0        | 0        | 0        | 0        | 0        | 0        | 0        | 0        | 0        | 0        | 0        | 1        | 1        | 0        | 0        | 0        | 0        | 0        | 0        | 1      | 1      | 2     | 4     |
| Coupe du Monde 2024                 | 6–14 mars 2024       | New Dehli            | 1        | 1        | 1        | 1        | 1        | 0        | 1        | 2        | 1        | 0        | 1        | 0        | 1        | 1        | 1        | 1        | 0        | 1        | 1        | 1        | 1        | 0        | 0        | 1        | 0        | 0        | 1        | 5      | 7      | 8     | 20    |
| Championnat d'Europe 2024           | 30 mai–7 juin 2024   | Grenade              | 0        | 0        | 0        | 1        | 1        | 0        | 0        | 0        | 0        | 0        | 1        | 0        | 0        | 1        | 1        | 1        | 0        | 0        | 1        | 0        | 0        | 1        | 0        | 1        | 0        | 0        | 1        | 2      | 2      | 6     | 10    |
| Invitation bipartite                | Invitation bipartite | Invitation bipartite | NC       | NC       | NC       | NC       | NC       | NC       | NC       | NC       | NC       | NC       | NC       | NC       | NC       | NC       | NC       | NC       | NC       | NC       | NC       | NC       | NC       | NC       | NC       | NC       | NC       | NC       | NC       | 3      | 3      | 3     | 9     |
| Pays hôte                           | Pays hôte            | Pays hôte            | NC       | NC       | NC       | NC       | NC       | NC       | NC       | NC       | NC       | NC       | NC       | NC       | NC       | NC       | NC       | NC       | NC       | NC       | NC       | NC       | NC       | NC       | NC       | NC       | NC       | NC       | NC       | 1      | 1      | 0     | 2     |
| Total                               | Total                | Total                | NC       | NC       | NC       | NC       | NC       | NC       | NC       | NC       | NC       | NC       | NC       | NC       | NC       | NC       | NC       | NC       | NC       | NC       | NC       | NC       | NC       | NC       | NC       | NC       | NC       | NC       | NC       | 45     | 60     | 55    | 160   |

### Nations participantes
| Afrique | Amériques                                                                                            | Asie | Europe | Océanie                                |
| ------- | --- | --- | --- | -------------------------------------- |
|         | - Argentine (1) - Brésil (2) - Colombie (1) - Costa Rica (1) - Cuba (3) - États-Unis (6) - Pérou (1) | - Azerbaidjan (2) - Bhoutan (1) - Chine (9) - Corée du Sud (12) - Émirats arabes unis (5) - Inde (10) - Indonésie (1) - Iran (4) - Iraq (1) - Israël (1) - Japon (3) - Kazakhstan (2) - Ouzbékistan (2) - Singapour (1) - Thaïlande (6) | - Allemagne (5) - Autriche (1) - Bosnie-Herzégovine (1) - Danemark (5) - Espagne (2) - Finlande (1) - France (9) - Géorgie (1) - Grande-Bretagne (4) - Grèce (2) - Hongrie (3) - Italie (6) - Lettonie (1) - Lituanie (1) - Macédoine du Nord (1) - Monténégro (1) - Norvège (2) - Pologne (4) - Portugal (1) - Serbie (6) - Slovaquie (3) - Slovénie (1) - Suède (2) - Suisse (1) - Tchéquie (2) - Turquie (7) - Ukraine (6) | - Australie (2) - Nouvelle-Zélande (3) |
| 0 pays  | 7 pays                                                                                               | 15 pays | 27 pays | 2 pays                                 |

## Résultats

### Podiums

#### Hommes
| Épreuve                                 | Or                | Or           | Argent                | Argent    | Bronze                       | Bronze    |
| --------------------------------------- | ----------------- | ------------ | --------------------- | --------- | ---------------------------- | --------- |
| Pistolet à 10 m air comprimé SH1        | Jo Jeong-du (KOR) | 237.4 pts    | Manish Narwal (IND)   | 234.9 pts | Yang Chao (CHN)              | 214.3 pts |
|                                         |                   |              |                       |           |                              |           |
| Carabine à 10 m air comprimé debout SH1 | Park Jin-ho (KOR) | 249.4 pts WR | Yerkin Gabbasov (KAZ) | 247.7 pts | Martin Black Jørgensen (DEN) | 226.5 pts |
| Carabine à 50 m 3 positions SH1         | Park Jin-ho (KOR) | 454.6 pts PR | Dong Chao (CHN)       | 451.8 pts | Marek Dobrowolski (POL)      | 441.3 pts |

#### Femmes
| Épreuve                                 | Or                     | Or           | Argent                    | Argent    | Bronze                  | Bronze    |
| --------------------------------------- | ---------------------- | ------------ | ------------------------- | --------- | ----------------------- | --------- |
| Pistolet à 10 m air comprimé SH1        | Sareh Javanmardi (IRI) | 236.8 pts    | Aysel Özgan (TUR)         | 231.1 pts | Rubina Francis (IND)    | 211.1 pts |
|                                         |                        |              |                           |           |                         |           |
| Carabine à 10 m air comprimé debout SH1 | Avani Lekhara (IND)    | 249.7 pts PR | Lee Yun-ri (en) (KOR)     | 246.8 pts | Mona Agarwal (en) (IND) | 228.7 pts |
| Carabine à 50 m 3 positions SH1         | Natascha Hiltrop (GER) | 456.5 pts    | Veronika Vadovičová (SVK) | 456.1 pts | Zhang Cuiping (CHN)     | 446.0 pts |

#### Mixte / Open
| Épreuve                                 | Or                          | Or           | Argent                         | Argent    | Bronze                               | Bronze    |
| --------------------------------------- | --------------------------- | ------------ | ------------------------------ | --------- | ------------------------------------ | --------- |
| Pistolet à 25 m SH1                     | Yang Chao (CHN)             | 30           | Yan Xiao Gong (USA)            | 28        | Kim Jung-nam (KOR)                   | 27        |
| Pistolet à 50 m SH1                     | Yang Chao (CHN)             | 220.1 pts PR | Server Ibragimov (UZB)         | 215.3 pts | Davide Franceschetti (ITA)           | 199.7 pts |
|                                         |                             |              |                                |           |                                      |           |
| Carabine à 10 m air comprimé couché SH1 | Veronika Vadovičová (SVK)   | 254.2 pts PR | Radoslav Malenovsky (SVK)      | 253.6 pts | Juan Antonio Saavedra Reinaldo (ESP) | 232.1 pts |
| Carabine à 10 m air comprimé couché SH2 | Tanguy de La Forest (FRA)   | 255.4 pts    | Alexandre Galgani (BRA)        | 254.2 pts | Mika Mizuta (JPN)                    | 232.1 pts |
| Carabine à 10 m air comprimé debout SH2 | Franček Gorazd Tiršek (SLO) | 253.3 pts PR | Tanguy de La Forest (FRA)      | 253.1 pts | Seo Hun-tae (KOR)                    | 231.7 pts |
| Carabine à 50 m couché SH1              | Natascha Hiltrop (GER)      | 250.2 pts    | Anna Benson (SWE)              | 248.8 pts | Jean-Louis Michaud (FRA)             | 227.8 pts |
| Carabine à 50 m couché SH2              | Dragan Ristić (SRB)         | 250.2 pts    | Vladimer Tchinthcharauli (GEO) | 248.2 pts | Tim Jeffery (GBR)                    | 227.8 pts |

### Tableau des médailles
| Rang  | Nation | Or | Argent | Bronze | Total |
| Total | Total  | -  | -      | -      | -     |
| ----- | ------ | -- | ------ | ------ | ----- |